# Maria Bueno
Maria Esther Andion Bueno (født 11. oktober 1939 i São Paulo, Brasilien, død 8. juni 2018 i São Paulo, Brasilien) var en kvindelig tennisspiller fra Brasilien. Hun var en af verdens bedste kvindelige tennisspillere i slutningen af 1950'erne og i 1960'erne og vandt i løbet af sin karriere 19 grand slam-titler: syv i damesingle, 11 i damedouble og en i mixed double.
Hun blev i 1959 og 1960 rangeret som verdens bedste kvindelige tennisspiller.
Bueno blev i 1960 den første kvinde, der vandt alle fire grand slam-titler i damedouble på et kalenderår. Hun vandt tre af titlerne med Darlene Hard som makker, mens hun dannede par med Christine Truman i den sidste turnering.
Hun blev i 1992 valgt ind i International Tennis Hall of Fame.